# Світавський потік
Світавський потік (словац. Svitavský potok) — річка в Словаччині, ліва притока Свіниці, протікає в окрузі Тренчин. 
Довжина приблизно 9.7-9.8 км. Витік знаходиться в масиві Стражовські-Врхи (геоморфологічна підодиниця Тренчинська Верховина - схил гори Остри-Врх); на висоті близько 530 метрів..
Протікає територією сіл Непорадза і Свінна. Впадає у Свіницю на висоті приблизно 230-235 метрів.